# Andrej Antanaszovics Kancselszkisz
Andrej Antanaszovics Kancselszkisz (Kirovograd, 1969. január 23. –) orosz válogatott labdarúgó, csatár, majd edző.

## Pályafutása

### Korai évek
Kancselszkisz Kirovograd városában született, a Szovjetunió területén, litván szülők gyermekeként. Pályafutásának korai éveit a Gyinamo Kijev és a Sahtyor Donyeck csapataiban töltötte.

### Manchester United
Kancselszkisz 650 ezer fontért írt alá a Manchester Unitedhez 1991. március 26-án, és az 1990–1991-es bajnokság utolsó előtti fordulójában debütált a Crystal Palace ellen. Alex Ferguson a középpálya jobb szélén játszatta a leggyakrabban, a skót mester Bryan Robson és Mike Phelan méltó utódját kereste. Kancselszkisz az 1991-es kupagyőztesek Európa-kupája-döntőben nem lépett pályára.
Hamarosan állandó helyet harcolt ki magának a csapatban, az 1991–92-es idényben 34 bajnoki lépett pályára a Leeds United mögött második helyen végző Unitedben. Az 1992–1993-as szezonban már bajnoki címet ünnepelhetett, az idény során összesen nyolcszor, a bajnokságban ötször volt eredményes. A Manchester United 26 év után nyert újra bajnoki trófeát, Kancselszkisz 27 bajnokin szerepelt, igaz ebből 13 alkalommal csereként állt be a feltörekvő Ryan Giggs helyére. Ő is tagja volt annak a 13 játékosnak, akik az akkor alakuló Premier League-ben az első fordulóban nem brit vagy ír játékosként lépett pályára.
Az 1993–1994-es idényben bajnoki címet és FA-kupát nyert a Uniteddel, és ezúttal stabil kezdőjátékosként szerepelt a középpályás sor jobb szélén. Ebben az évben vezették be az állandó számozást, Kancselszkisz a 14-es mezszámot kapta. Az 1994–1995-ös szezonban csapata legeredményesebb játékosa volt, 35 tétmérkőzésen tizenöt alkalommal talált a hálóba, ebből tizennégy alkalommal a bajnokságban. A szezon hajráját kihagyta sérülése miatt, rajta kívül pedig az eltiltását töltő Éric Cantona és a szintén sérült Andy Cole is hiányzott, a United pedig a hiányukban elbukta a bajnoki címet, és elvesztette a kupadöntőt is. 1994. november 14-én mesterhármast szerzett a City elleni városi rangadón.
Összesen négy év alatt 145 mérkőzésen 48 gólt szerzett vörös mezben, azonban júliusban a távozás mellett döntött, miután Ferguson inkább a fiatal David Beckhamet helyezte előtérbe.

### Everton
Az 1995–96-os idény kezdetén Kancselszkiszt sikertelenül csábította a Middlesbrough és a Liverpool is, ötmillió fontért az Evertonhoz igazolt, ami akkoriban klubcsúcsot jelentett a kisebbik liverpooli csapatnál.
Első szezonjában 16 gólt lőtt és hamar a szurkolók kedvencévé vált miután a Liverpool ellen duplázott az Anfielden. Vezetésével a 6. helyebn zárta a bajnokságot a csapat, ami a legjobb helyezése volt 1988 óta. Második szezonjában nem tudott ilyen teljesítményt nyújtani, így 1997 januárjában eladták az olasz Fiorentinának.

### Késői évek
Az Olaszországban töltött egy év után a skót Rangers FC (1998–2002) volt a következő állomás (rövid kitérő a Manchester Citynél), majd egy-egy szezont eltöltött a Southampton és a szaúdi al-Hilal csapatainál mielőtt hazaigazolt volna a Szaturn Moszkvához.
Utolsó csapata a Krilja Szovetov Szamara volt, majd 2007 februárjában bejelentette visszavonulását. Utolsó mérkőzését 2006. november 25-én játszotta.

### Válogatott
Annak ellenére, hogy litván szülők gyermekeként a mai Ukrajna területén látta meg a napvilágot, azon kevés játékos közé tartozik aki a szovjet válogatott szétszéledése után pályára léptek a FÁK-, majd a már független Oroszország nemzeti csapatában.
Pavel Szadirin nem vitte ki az 1994-es világbajnokságra, nagy nemzetközi válogatott tornán kétszer szerepelt, az 1992-es és az 1996-os Európa-bajnokságon.

### Visszavonulása után
2007-ben lett a Noszta Novotroick sportigazgatója, majd 2009 decemberében kinevezték a Torpedo Moszkva vezetőedzőjének. A 2011-es idényt az FK Ufa csapatánál töltötte, de edzősködött Lettországban, az FC Jūrmala csapatánál is.

## Sikerei, díjai

### Klub
Manchester United FC
- Premier League: 1992–93, 1993–94
- FA-kupa: 1993–94
- Ligakupa: 1991–92
- Community Shield: 1993, 1994
- UEFA-szuperkupa: 1991

Everton FC
- Community Shield: 1995

Rangers FC
- Skót bajnok: 1998–99, 1999–2000, 1999–2000
- Skót kupagyőztes: 1998–99, 1999–2000, 2001–02

### Válogatott
Szovjetunió
- U21-es Európa-bajnok: 1990

### Egyéni
- Sir Matt Busby-díj: 1994–95